# Муховатое
Муховатое (укр. Мухувате) — село,
Коровинский сельский совет,
Недригайловский район,
Сумская область,
Украина.
Код КОАТУУ — 5923583408. Население по переписи 2001 года составляло 142 человека .
Найдена на трехверстовке Полтавской области. Военно-топографическая карта.1869 год как хутор Муховатый

## Географическое положение
Село Муховатое находится на расстоянии до 1 км от сёл Тютюнниково, Тимощенково, Юхты и Калинов Яр.
По селу протекает пересыхающий ручей с запрудой.